# Bilka, Radomîșl
Bilka (în ucraineană Білка) este un sat în comuna Krîmok din raionul Radomîșl, regiunea Jîtomîr, Ucraina.

## Demografie
Componența lingvistică a localității Bilka
     Ucraineană (95,61%)
     Rusă (3,51%)
Conform recensământului din 2001, majoritatea populației localității Bilka era vorbitoare de ucraineană (95,61%), existând în minoritate și vorbitori de rusă (3,51%).